# Catasetum cristatum
Catasetum cristatum es una especie de orquídea epifita que se encuentra en Sudamérica.

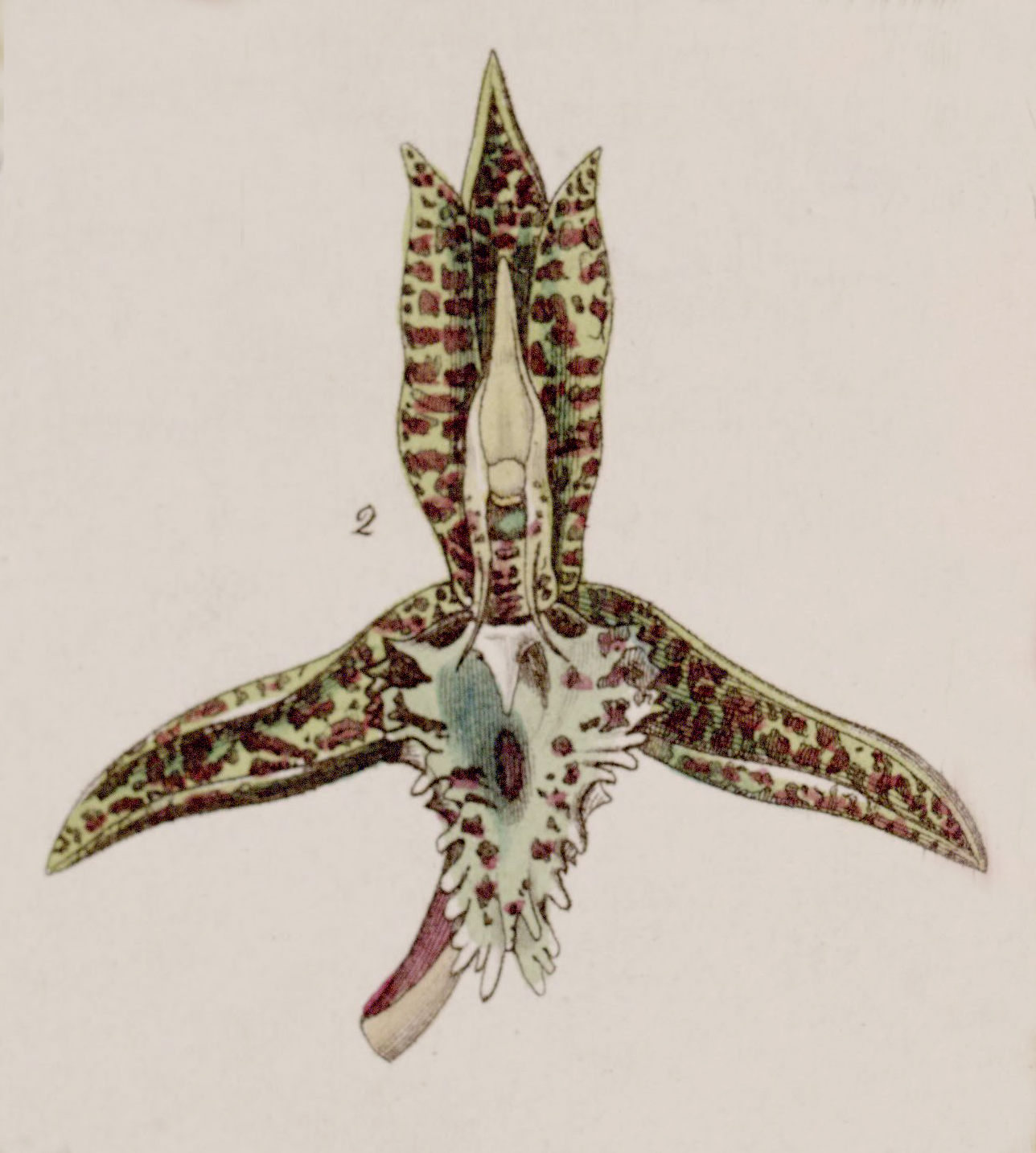
Ilustración de la flor

## Descripción
Es una orquídea epifita de tamaño pequeño a mediano, que prefiere el clima cálido con hábitos de epifita. Esta orquídea es interesante por el hecho de que tiene flores perfectas a cargo de una inflorescencia erecta basal, racemosa, surgida de un pseudobulbo recién madurado, a diferencia del resto de las especies de Catasetum, que los hacen de uno nuevo. La floración se produce en la primavera, verano y otoño. Encontrado con pseudobulbos fusiformes agrupados y envueltos basalmente por varias vainas y hojas  lineales y lanceoladas. Esta especie está relacionada y puede ser sinónimo de Catasetum barbatum, si esto se confirma, este nombre tiene prioridad.

## Distribución y hábitat
Se encuentra en Trinidad y Tobago, Venezuela y Brasil en áreas boscosas.

## Taxonomía
Catasetum cristatum fue descrito por John Lindley y publicado en Transactions of the Horticultural Society of London 6: 83. 1824.
Etimología
Ver: Catasetum
cristatum: epíteto latino que significa "con cresta".
Sinonimia
- Catasetum cornutum Lindl. (1840)
- Catasetum cristatum var. stenosepalum Rchb.f. (1887)[4]